# Göran Josuæ Adelcrantz
Göran Josuæ Adelcrantz, före adlandet Törnquist, född 15 november 1668 i Stockholm, död 26 februari 1739, var en svensk arkitekt.

## Biografi
Göran Josuæ Adelcrantz var son till kammarskrivaren i Räkningskammaren Josua Törnqvist och Cecilia Andera. Han framträdde i sin ungdom som dramaturg tillsammans med några andra uppsalastudenter på den så kallade Lejonkulan vid Stockholms slott. Teatertruppen, Dän Swänska Theatren, är känd för sin pionjärroll som Sveriges första inhemska svenskspråkiga offentliga teater, och han tycks ha varit känd för sin Harlekingestaltning.
Sina studier i byggnadskonst genomgick han hos Nicodemus Tessin d. y. Under åren 1704–07 gjorde Adelcrantz flera resor till Tyskland, Frankrike och Italien i syfte att studera arkitekturen där. Han blev sedan utnämnd till hovarkitekt och anställdes som biträde åt Tessin vid uppförandet av det nya slottet i Stockholm. Han adlades 1712 och utnämndes 1715 till slotts- och stadsarkitekt, men avskedades av regeringen 1727 av politiska skäl. Han utövade därefter enskild arkitektverksamhet i Stockholm.
Bland Adelcrantz viktigare verk, vilka bevarats till i dag, kan nämnas återuppbyggnaden av Katarina kyrka och fullbordandet av Hedvig Eleonora kyrka, båda i Stockholm samt Danvikens hospitals huvudbyggnad, ursprungligen i Stockholms stad, numera i Nacka kommun.
Han gifte sig 1711 med Anna Maria Köhnman. Adelcrantz var far till arkitekten Carl Fredrik Adelcrantz och vice presidenten i Göta hovrätt Emanuel Adelcrantz (1721–88). Den förre sonen slöt ätten 1796.